# Elvira Méndez
Elvira Méndez (12 de agosto de 1959, Ponferrada, León) es una pintora, escritora y creadora de programas de radio española.

## Reseña biográfica
Licenciada en Filosofía y Letras por la Universidad Autónoma de Madrid, trabaja en RNE desde 1987.
Ha sido directora, locutora y guionista del programa de Radio 3 “Cuando los perros cruzan el cielo” entre 2005 y 2007, y del microespacio de Arte en Radio 5 “La Galería” entre los años 2009 al 2023, además de otras colaboraciones en radio.
Ha realizado numerosas exposiciones de pintura e instalaciones, algunas de ellas en el Círculo de Bellas Artes de Madrid. Tiene obra en la Colección AC en toda España, Italia y Portugal, y aparece en el Diccionario de Pintores y Escultores del S. XX.
En 2018 recibe una mención honorífica por el jurado internacional del Luxemburgo Art Prize.

## Obra Literaria
- Cuadernos de Mongolia (2018).
- Revista Coencuentros de Arte, Pensamiento y Cultura (Colaboración) (2018).
- Madison (2024).